# Nasir Jalil
Nasir Jalil (1955 - 8 de junio de 2011) fue un jugador de fútbol que representó a Singapur en un nivel internacional a finales de 1970 y 1980.
Es recordado por anotar el empate al final de la fina de la Copa de Malasia en 1977 en el Estadio Merdeka cuando él ganó la primera de sus dos Copas de Malasia. Su segundo triunfo de la Copa de Malasia fue en 1980.
Murió a los 56 años en junio de 2011 de un tumor cerebral que le había sido diagnosticado en 2003.
Su hermano Nasaruddin Jalil también representó a Singapur a nivel internacional.